# Grande structure en pierre
La Grande structure en pierres est le nom donné aux restes d'un bâtiment proche de la Cité de David, au sud de la vieille ville de Jérusalem. Ce nom fut donné par sa découvreuse, Eilat Mazar, à cause de sa proximité avec la « structure en pierres à degrés » que Yigal Shiloh voyait comme un mur de soutènement du palais du roi David ou une partie de la citadelle jébuséenne qu'il avait conquise. Eilat Mazar interprète la grande structure de pierres comme étant les vestiges du palais du roi David.

## Dans les textes

### Dans la Bible
Dans le second livre de Samuel, au chapitre 5, la Bible raconte comment David conquiert Jérusalem et y bâtit son palais.

« Le roi marcha avec ses gens sur Jérusalem contre les Jébuséens, habitants du pays. Ils dirent à David : Tu n'entreras point ici, car les aveugles mêmes et les boiteux te repousseront ! Ce qui voulait dire : David n'entrera point ici. Mais David s'empara de la forteresse de Sion : c'est la cité de David. David avait dit en ce jour : Quiconque battra les Jébuséens et atteindra le canal, quiconque frappera ces boiteux et ces aveugles qui sont les ennemis de David... -C'est pourquoi l'on dit : L'aveugle et le boiteux n'entreront point dans la maison. David s'établit dans la forteresse, qu'il appela cité de David. Il fit de tous côtés des constructions, en dehors et en dedans du Millo. David devenait de plus en plus grand, et l'Éternel, le Dieu des armées, était avec lui. Hiram, roi de Tyr, envoya des messagers à David, et du bois de cèdre, et des charpentiers et des tailleurs de pierres, qui bâtirent une maison pour David. »

Dans le Premier Livre des Chroniques, le chapitre 14 dit également : Hiram, roi de Tyr, envoya à David des messagers , du bois de cèdre, des tailleurs de pierre et des charpentiers, pour lui bâtir une maison.

## Données archéologiques

### La campagne
Les fouilles ont été financées par le centre Shalem (en), un institut de recherche de tendance sioniste de droite à laquelle appartient l'archéologue israélienne Eilat Mazar. Les fouilles financées par le centre Shalem viennent de fonds privés, en particulier de l'un de ses membres, Roger Hertog. Un financement vient également de la City of David Foundation, qui a pour objectif de prouver la fiabilité de la Bible comme document historique. 
La découverte est annoncée le 4 août 2005. Deux rapports préliminaires des fouilles sont publiés en 2007 et 2009, mais à ce jour il n'y a pas encore de publication professionnelle. Eilat Mazar pense qu'il s'agit là des ruines du « palais du roi David » qui est décrit dans le second livre de Samuel. Cette affirmation est critiquée par les  archéologues minimalistes, car cette identification était recherchée a priori.
La découverte n'a pas été validée par une revue professionnelle à comité de lecture. Si l'appellation de "palais de David" a connu un grand succès dans les médias, cette expression n'a pas été reprise dans les revues scientifiques.

### Découverte
En 1997, Eilat Mazar se met en quête du palais de David. Elle est convaincue que les fouilles réalisées jusque-là n'ont pas été faites au bon emplacement. Celles-ci se limitaient à la Cité de David, qui occupait une surface de quatre hectares et demi dans les murs de l'ancienne cité jébuséenne. Eilat Mazar s'appuie alors sur un passage biblique du second livre de Samuel (5:17) :
"Les Philistins apprirent qu'on avait oint David comme roi sur Israël, et ils montèrent tous à sa recherche. David, qui en fut informé, descendit à la forteresse".
Pour elle, ce verset implique que le palais (d'où David descend) se trouvait plus haut que la forteresse. "Je me suis toujours demandée, dit Eilat Mazar, d'où il descendait. Cela devait être de son palais, implanté au sommet de la colline et à l'extérieur de la cité jébuséenne d'origine". Puisque le seul secteur plus élevé que l'Ophel, dans la partie la plus ancienne de Jérusalem, est placé juste au nord de celle-ci, c'est à cet endroit qu'elle choisit de creuser. Et en février 2005, à environ deux mètres de profondeur, apparaissent des objets façonnés de la période byzantine du IVe au  VIe siècle ap. J.-C., ainsi qu'un sol en mosaïque bien préservé. Sous ce dernier, elle trouve des objets datant de la période du Second Temple.
Finalement, sous ces derniers, elle trouve les bases de murs d'une importante structure, une portion de mur très large, courant d'est en ouest sur une longueur d'environ 30 mètres et se terminant à angle droit vers le sud.
"L'édifice que nous avons mis au jour est une construction complexe qui a dû coûter une fortune. Quant aux dates, elles concordent, dit Eilat Mazar. C'est bien le genre d'ouvrage que l'on s'attend à trouver d'un souverain qui veut faire d'une ville à peine conquise sa résidence principale, et pour laquelle il nourrit de grands projets de développement."
On retrouve dans la poussière entre les pierres des poteries datant du XIe siècle.
Un objet remarquable découvert à cet emplacement est le sceau d'un haut fonctionnaire nommé « Jehucal, fils de Shelemiah, fils de Shevi ». Ce personnage est mentionné deux fois dans le livre de Jérémie et a vraisemblablement vécu vers la fin du VIIe siècle av. J.-C. Ce qui fait dire à Eilat Mazar que le bâtiment a été occupé jusqu'à la destruction du Premier Temple par les Babyloniens.
Les fouilles sont en cours, mais leur progression est freinée par les occupants actuels des terrains situés sur les ruines. Selon le New York Times, Eilat Mazar aurait voulu continuer à creuser, mais trois familles vivaient alors dans les habitations qu'elle souhaitait explorer. L'une des familles est musulmane, la seconde chrétienne et la troisième juive.
Eilat Mazar est décédée le 25 mai 2021, des suites d'une longue maladie.

### Interprétation
Des archéologues non affiliés au centre Shalem, en particulier le groupe de chercheurs de l'université de Tel Aviv dont Israël Finkelstein est l'un des leaders, doutent qu'il y ait suffisamment de preuves pour dater la structure avec certitude. Ce groupe suggère également que les murs découverts par E. Mazar n'appartiennent pas tous au même bâtiment. Ils s'appuient sur le fait que les murs les plus importants, plus réguliers, à l'ouest du site, s'alignent avec une structure rectangulaire plus vaste. Celle-ci inclut une partie de la structure en pierres à degrés et un bain rituel, que l'on attribue généralement à la période hasmonéenne ; les restes plus irréguliers se trouvant à l'est devraient être considérés comme une entité séparée.
Amihai Mazar suggère que le site puisse être la forteresse jébuséenne que le livre de Samuel déclare conquise par David.
Eilat Mazar a daté l'emplacement par les différents types de poteries trouvés au-dessus et en dessous des restes du bâtiment. La poterie exhumée au-dessus date de l'âge du fer I, et la poterie en dessous de l'âge du fer II. En raison de la loi de la superposition (la règle empirique d'après laquelle les éléments les plus anciens sont généralement en dessous), les fondations - et par conséquent le bâtiment - ont été construits quelque part entre l'âge du fer I et l'âge du fer II, soit entre les XIe et Xe siècles av. J.-C..
Cependant Amihai Mazar précise que bien que la structure soit clairement postérieure à l'âge de fer I, l'absence de plancher et le fait que la poterie de l'âge du fer II se trouve simplement entre les murs, le terminus ante-quem n'est pas certain : la poterie ne permet pas de déterminer à quel moment du Fer II le bâtiment a été construit.
Pour Israël Finkelstein, la datation d'Eilat Mazar est motivée par la conclusion qu'elle veut en tirer. Selon lui, tout ce que l'on peut affirmer est que "les différents éléments sont postérieurs à la fin du Fer I/début du Fer II et antérieurs à la période romaine. Le contexte suggère que la plupart des éléments datent de la période hellénistique tardive".
La plupart des archéologues conviennent cependant qu'il s'agit là une découverte majeure, même s'ils ne sont pas tous d'accord sur la fonction du bâtiment, et qu'il a été construit dans le même style que ceux de Phénicie. Cette observation s'accorde bien avec le texte biblique, d'après lequel le palais de David a été construit avec le soutien du roi phénicien Hiram de Tyr. [réf. souhaitée]

#### en français
- « Une découverte stupéfiante au cœur de la Jérusalem biblique »(Archive.org • Wikiwix • Archive.is • Google • Que faire ?), D. Hazony

#### en anglais
- King David's Palace Is Found, Archaeologist Says
- Israelis seeking the palace of David dig up a dispute
- Digging up biblical dynamite (Is It the Palace of King David?)